# Cecropia utcubambana
Cecropia utcubambana  es una especie de planta con flor en la familia Cecropiaceae.
Es endémica de Bolivia, de Ecuador y del Perú.  

## Taxonomía
Cecropia utcubambana fue descrita por José Cuatrecasas Arumí y publicado en Phytologia 52(3): 157. 1982.
Etimología
Cecropia: nombre genérico que es una referencia al legendario rey Cécrope II, hijo de Erecteo y antiguo rey de Ática.
utcubambana: epíteto geográfico que alude a su localización en la Provincia de Utcubamba.
Sinonimia
- Cecropia puberula C.C.Berg & P.Franco	[3]